# Euophrys quadricolor
Euophrys quadricolor är en spindelart som beskrevs av Władysław Taczanowski 1878. Euophrys quadricolor ingår i släktet Euophrys och familjen hoppspindlar. Inga underarter finns listade i Catalogue of Life.